# Maxime le Confesseur
Pour les articles homonymes, voir Saint Maxime.
 (janvier 2025).
Si vous disposez d'ouvrages ou d'articles de référence ou si vous connaissez des sites web de qualité traitant du thème abordé ici, merci de compléter l'article en donnant les références utiles à sa vérifiabilité et en les liant à la section « Notes et références ».
Maxime le Confesseur dit parfois Maxime de Chrysopolis (580-662) est un moine et théologien byzantin.
Il est reconnu saint et Père de l'Église chrétienne « indivise », célébré le 21 janvier par les orthodoxes, et inscrit au Martyrologe catholique à la date du 13 août (au jour de sa mort).
Il est, parmi les Pères de l'Église, celui qui a le plus approfondi les questions de la présence de Dieu dans la nature, des relations intimes de tous les êtres créés à Dieu, de la façon dont l'homme peut entrer en relation avec les créatures et à travers elles avec Dieu, et du rôle de médiation que l'homme est appelé à exercer au sein de la création. À partir de la doctrine du salut, il a notamment développé l'idée d’une synergie entre la grâce divine et la liberté humaine qui peuvent se rejoindre à travers les deux volontés, humaines et divines (dyothélisme).
Il est appelé « le Confesseur » en tant que confesseur de la foi, par les souffrances qu’il a subies de la part des partisans du monothélisme, qui sans l'amener à la mort (en martyr), lui ont coupé la langue et la main droite, avec lesquelles il défendait l'orthodoxie de la foi chrétienne en paroles et en écrits.

## Éléments biographiques

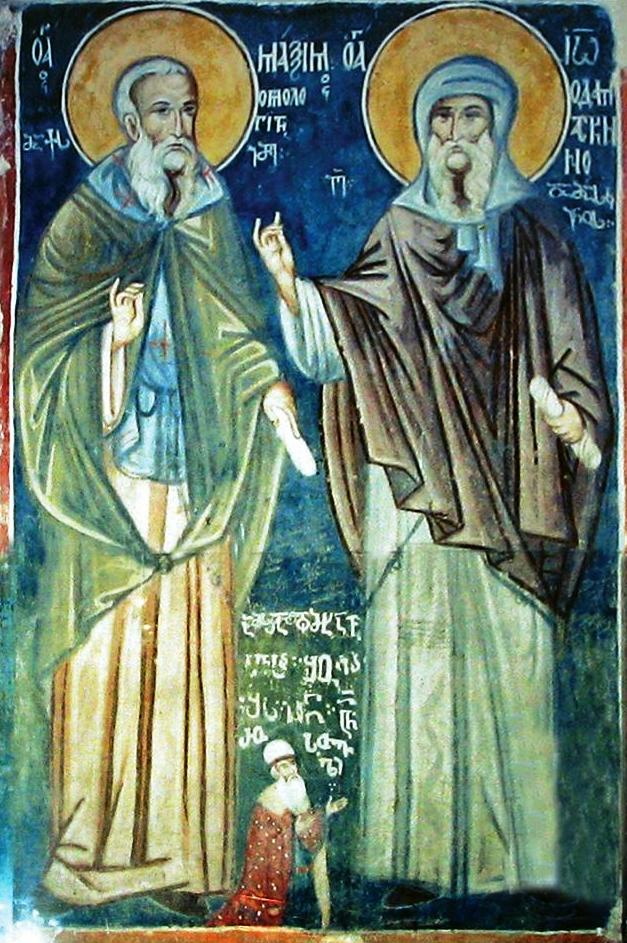
Maxime le Confesseur avec Jean de Damas et Shota Rustaveli au centre, fresque géorgienne du monastère de la Croix, Jérusalem.

Maxime serait né en 580, dans une famille modeste de Heshfin. À l'âge de 9 ans, il aurait été configé au monastère Saint-Sabas en Palestine,. À la suite de l'invasion du Proche-Orient et de l'Égypte par les Perses sassanides, il se réfugia à Chrysopolis près de Constantinople en 614, mais il doit fuir à nouveau en 626 face à la même menace. Il débute un long périple en Méditerranée, en Égypte et jusqu'à Carthage au monastère de l'Eucratas,. À noter qu'une autre source fait naître Maxime dans une famille noble de Constantinople qui après des hautes études devient fonctionnaire impérial avant de rentrer au monastère de Chrysopolis. La suite des biographies converge.
En 633, à la demande de l'empereur Héraclius qui cherchait, face à la menace des Perses, à se concilier les populations de Syrie et d'Égypte, majoritairement ralliées au monophysisme, le patriarche de Constantinople Serge rédigea un Pacte d'union, compromis possible avec le duophysisme (double nature du Christ) proclamé au concile de Chalcédoine, en précisant qu’il n’y avait en Jésus qu’une seule volonté (θέλημα) et une seule énergie (ἐνέργεια), d’où les termes monothélisme et monoénergisme,.
Maxime s'impliqua dès lors totalement dans le combat contre ce qu'il considérait, de son point de vue orthodoxe, comme une nouvelle hérésie, à Constantinople, en Afrique et à Rome, en défendant l'orthodoxie du concile de Chalcédoine. En 645, il parvient au cours d'un débat, à Carthage, à faire revenir le successeur de Serge, Pyrrhus, vers l'orthodoxie,,.
Maxime séjourna à Rome jusqu'en 653. Par la suite, les variations doctrinales des empereurs byzantins tournèrent en sa défaveur. En 653, il fut arrêté par Constant II en même temps que le pape Martin,,. Cet incident fut une étape importante de la séparation des Églises d'Orient et d'Occident.
Lors de son procès à Constantinople, il fut exilé sur les rives de la mer Noire, en 655. Il refusa les offres de pardon et de réconciliation de l'empereur. Il fut convoqué de nouveau à Constantinople en 662, et jugé à nouveau par les évêques et les sénateurs byzantins qui le condamnèrent à la torture avec ses deux disciples, Anastase le Moine (fête le 22 juillet) et Anastase l’Apocrisiaire (es) (fête le 11 octobre). Comme ce dernier, « on lui arracha la langue, on lui coupa la main droite, pour s'assurer de son silence. Puis on l'exila à Tsagueri (Géorgie). Il y mourut, le 13 août 662, à plus de quatre-vingts ans, dans la sauvagerie des contreforts du Caucase… » et il fut enterré sur place,,,.
Au XVIIIe siècle, se trouvait à Tsagueri le monastère de Saint-Maxime qui gardait son tombeau.
Le monothélisme, auquel Maxime s'opposait fortement, fut finalement condamné par le troisième concile de Constantinople (6e concile œcuménique) en 680.

## Œuvre

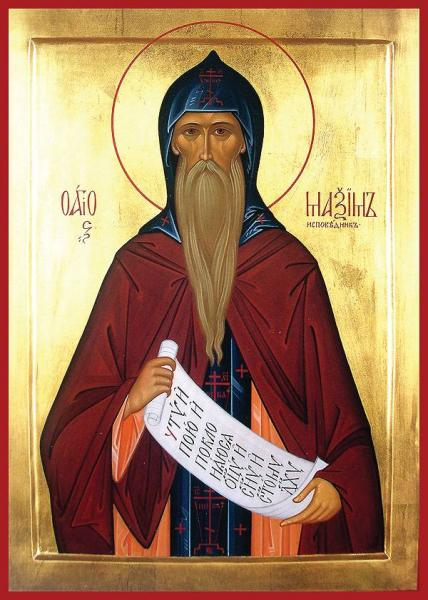
Icône de Maxime le Confesseur.

L'œuvre de Maxime est considérable. On y trouve, entre autres, les Questions à Thalassios, les Centuries sur la Charité, la Mystagogie, des Lettres, les Ambigua à Jean (éclaircissements sur des passages ambigus des écrits de saint Grégoire de Nazianze et Denys l'Aréopagite), des Opuscules théologiques et polémiques, un Discours ascétique, un Commentaire du « Notre Père », peut-être la première biographie de Marie…
Ses principaux écrits ont été traduits en français (Centuries sur la Charité, Discours ascétique, Questions à Thalassios, Ambigua à Jean et à Thomas, Questions et difficultés, Commentaire du Notre Père, Opuscules théologiques et polémiques, Lettres, Mystagogie). Du fait de la précision et de la difficulté des textes, certaines traductions ne vont d'ailleurs pas sans susciter certaines controverses.
Ses écrits théologiques et spirituels sont influencés par les œuvres d'Évagre le Pontique, des Pères cappadociens, du Pseudo-Denys l'Aréopagite, de Cyrille d'Alexandrie et de Léonce de Jérusalem.
Son œuvre est aussi un apport original et essentiel sur la christologie dont Jean Damascène et Jean Scot Érigène se sont inspirés. Ce dernier, ayant traduit les Ambigua et les Quæstiones ad Thalassium a contribué à le faire connaître en Occident. Au sein de la Philocalie des Pères neptiques, compilée au XVIIIe siècle, il y tient tout un chapitre.
Éditions : CPG 7688-7721. La liste complète des éditions et des traductions françaises et étrangères a été établie par Jean-Claude Larchet, dans Maxime le Confesseur (580-662), Cerf, 2003.

#### Traductions
- Mystagogie, introd. trad. & notes par M.L. Charpin-Ploix, Les Pères dans la foi, Paris 2005.
- Centuries sur la Charité, introduction et traduction de Joseph Pegon, s.j., « Sources chrétiennes » no 9, Éditions du Cerf, 1943.
- Questions à Thalassios, 1 (Questions 1 à 40), introduction et notes par Jean-Claude Larchet, traduction par Françoise Vinel, « Sources chrétiennes » no 529, Éditions du Cerf, 2010.
- Questions à Thalassios, 2 (Questions 41 à 55), traduction par Françoise Vinel, notes par Jean-Claude Larchet, « Sources chrétiennes » no 554, Éditions du Cerf, 2012.
- Questions à Thalassios, 3 (Questions 56 à 65), traduction par Françoise Vinel, notes par Jean-Claude Larchet, « Sources chrétiennes » no 569, Éditions du Cerf, 2015.
- Questions et difficultés (Quæstiones et dubia), introduction par Jean-Claude Larchet, traduction par Emmanuel Ponsoye, « Sagesses chrétiennes », Éditions du Cerf, 1999.
- Opuscules théologiques et polémiques, introduction par Jean-Claude Larchet, traduction par Emmanuel Ponsoye, « Sagesses chrétiennes », Éditions du Cerf, 1998.
- Lettres, introduction par Jean-Claude Larchet, traduction par Emmanuel Ponsoye, « Sagesses chrétiennes », Éditions du Cerf, 1998.
- Dans Philocalie des Pères neptiques A – 3, De Maxime le Confesseur à Théophane le Climaque, notices et traduction par Jacques Touraille, « Les Éditions de Bellefontaine », 2004.
- L'agonie du Christ (opuscules théologiques 4, 20, 24, 7, 16, 3), trad. M.-H. Congourdeau, Pères dans la foi 64, Paris, 1997.

#### Essais
Biographie
- Ezéchiel Montmasson, « Chronologie de la vie de saint Maxime le Confesseur (580-662) », Échos d'Orient, t. 13, no 82,‎ 1910, p. 149-154 (lire en ligne)
- Venance Grumel, « Notes d'histoire et de chronologie sur la vie de saint Maxime le Confesseur », Échos d'Orient, t. 26, no 145,‎ 1927, p. 24-32. (lire en ligne)

Études
- Élie Ayroulet, De l'image à l'Image, réflexions sur un concept-clef de la doctrine de la divinisation de S. Maxime le Confesseur, SEA 136, Éditions de l'Augustinianum, Rome, 2013.
- M. Th. Disdier, « Les fondements dogmatiques de la spiritualité de saint Maxime le Confesseur », Échos d'Orient, t. 29, no 159,‎ 1930, p. 296-313 (lire en ligne)
- Véronique L. Dupont, « Le dynamisme de l'action liturgique : Une étude de la Mystagogie de saint Maxime le Confesseur », Revue des Sciences Religieuses, t. 65, no 4,‎ 1991, p. 363-388. (lire en ligne)
- Jean-Michel Garrigues, Maxime le Confesseur, Éditions Beauchesne, 1976.
- Vasilios Karayiannis, Maxime le Confesseur. Essence et énergies de Dieu, Éditions Beauchesne, 1993 (1re éd. 1976) (présentation en ligne)
- Jean-Claude Larchet, Saint Maxime le Confesseur, Éditions du Cerf, 2003.
- Jean-Claude Larchet, « Le baptême selon saint Maxime le Confesseur », Revue des Sciences Religieuses, t. 65, nos 1-2,‎ 1991, p. 51-70 (lire en ligne)
- Jean-Claude Larchet, Maxime le Confesseur, médiateur entre l'Orient et l'Occident, Éditions du Cerf, 1998.
- Jean-Claude Larchet, La Divinisation de l'homme selon saint Maxime le Confesseur, Éditions du Cerf, 1996 (présentation en ligne, lire en ligne)
- Père François-Marie Léthel, Théologie de l'agonie du Christ : La liberté humaine du Fils de Dieu et son importance sotériologique mise en lumière par saint Maxime le confesseur, Éditions Beauchesne, Paris, 1979, 130 p.  (ISBN 978-2-7010-0085-5)
- Pierre Molinié, s.j., « Maxime le Confesseur et l’écologie. La place de l’être humain dans le salut des créatures », Nouvelle Revue théologique, vol. 145, no 2,‎ 2023, p. 216-240. (lire en ligne )
- Pierre Piret, Le Christ et la Trinité selon Maxime le Confesseur, coll. « Institut d'études théologiques », 416 p., Éditions Beauchesne, Paris •  (ISBN 978-2-70101-069-4), 1983.
- Philipp Gabriel Renczes, Agir de Dieu et liberté de l'homme, Recherches sur l'anthropologie théologique de saint Maxime le Confesseur, Éditions du Cerf, 2003.
- Alain Riou, Le monde et l'église selon Maxime le Confesseur, Éditions Beauchesne, 1973.
- Julija Vidovic, Synergie entre la grâce divine et la volonté de l'homme, Éditions du Cerf, 2018, 344 p.  (ISBN 978-2-2041-2995-4)